# Adobe Connect
Adobe Connect es un software usado con Microsoft PowerPoint para crear información y presentaciones generales, materiales de entrenamiento en línea, conferencias web, y módulos de aprendizaje. El soporte de interacción de multimedias de Adobe Flash está disponible. 
Adobe Connect incluye cuatro aplicaciones: Breeze Presenter, Breeze Training, Breeze Meeting y Breeze Events.
Resulta de especial utilidad en la práctica docente y en el ámbito laboral para presentar y compartir desde cualquier lugar todo tipo de información relevante con los diferentes usuarios conectados al programa.

## Historia
Antes de septiembre de 2006 y siendo agregado a la familia de Acrobat de los productos del Adobe, Adobe fue conectado con Macromedia Breeze.
Este producto compite con Microsoft Live Meeting y ha sido diseñado para crear presentaciones en vivo que se pueden también presentar de nuevo “en demanda”. La audiencia de este producto es similar a la de Macromedia Captivate. Aunque hoy en día hay varios software de videoconferencia similares que le hacen competencia como son Google Meet, Zoom (software) y GoToMeeting entre otros.
En el año 2020 Adobe Connect fue galardonado con dos premios. Por un lado fueron vencedores del Best of Elearning 2020.
Por otro lado, ganaron el Premio al nuevo producto "The Journal and Campus Technology 2020" en la categoría de Remote Learning Program para K-12 y educación superior. Estos premios reconocen los logros excepcionales de productores y proveedores cuyos productos o servicios se consideran dignos de mención en la transición de la tecnología educativa.

## Características
Incluye las siguientes características:
- Múltiples plataformas: permite ser asistente y colaborador en sesiones en remoto tanto desde su aplicación para escritorio (disponible para Windows y Mac OS) como desde su aplicación móvil (disponible en Android e IOS).[6]

- Accesibilidad: permite la implementación de subtítulos en contenido de audio para reuniones y eventos. Además estos subtítulos pueden ser descargados como transcripciones si el anfitrión lo permite.[7]

- Chat y encuestas: desde esta función se permite hacer preguntas y responderlas.[8]

- Pods: se pueden introducir pods customizados como: cuenta atrás, reloj digital, luces de alerta, vídeos de YouTube, encuestas y pizarra.[9]

- Conversor de audio: es posible convertir el audio de una reunión en un archivo de audio mp4 mediante CoSo Cloud.[10]

- Todo en un solo dispositivo: permite monitorizar todas tus reuniones desde un solo dispositivo.[11]

- Educación: conecta con Moodle y Proyecto Sakai en entornos educativos.[12][13]

## Requisitos para su aplicación
Es compatible con todos los navegadores (Chrome, Mozilla, IExplorer, Safari) gracias al plugin de Adobe Flash del propio navegador. Aunque con funciones limitadas, también funciona en tabletas o dispositivos Android. Asimismo, también puede operar en iPads e iPhone, siempre y cuando se cuente con «Adobe Connect Mobile», que está disponible para su descarga en el AppStore de Apple. En el caso de que se quiera compartir imagen, es necesario el uso de WebCam, además de la activación del micrófono, si se desea compartir sonido.

## Trabajo y formación en remoto
En el aprendizaje semipresencial son necesarios instrumentos y espacios de comunicación que permitan el intercambio seguro y flexible de información entre profesor y estudiantes, tales como documentos, imágenes, enlaces web o aplicaciones, siendo posible hacerlo a través de Adobe Connect. Son muchas sus posibilidades en el ámbito docente, pues facilita organizar reuniones y compartir pantalla entre los asistentes para reforzar el proceso de enseñanza-aprendizaje tanto en el desarrollo de clases virtuales en tiempo real (presentaciones, emisión de audio/video en directo), como en el desarrollo de tutorías en red, individuales y colectivas.
En marzo del año 2020, debido a la situación de emergencia sanitaria producida por la enfermedad COVID-19, Adobe Connect se convirtió en una de las plataformas más utilizadas, por empresas de diferentes ámbitos, para continuar sus operaciones comerciales debido a las restricciones de viajes y a las conferencias y proyectos cancelados. Permite unirse en reuniones, conferencias y capacitaciones en remoto, permitiendo continuar la actividad laboral de una forma comprometida y productiva.
Entre las posibilidades que tiene en relación con el telebrajo, destaca la creación y gestión de estancias de grupos de trabajo en asambleas. Los anfitriones pueden crear hasta 20 estancias de grupos de trabajo y añadir a un máximo de participantes en una estancia de grupo de trabajo, según el proveedor de audio utilizado. En las sesiones de solo voz sobre protocolo de internet, el número máximo es de 200.

## Tipos de usuario
Según la naturaleza del usuario, se podrá disponer de varias funciones dentro de Adobe Connect. Podemos distinguir tres usuarios: anfitrión, moderador y participante.
1. Anfitrión: puede llevar a cabo diferentes utilidades. Es el encargado de conformar una reunión e invitar, asimismo, a las personas convocadas. Las personas participantes que no sean anfitriones pueden adquirir el rol anfitrión/moderador siempre y cuando el moderador principal habilite a dicho participante. Este perfil cuenta con la posibilidad de añadir y compartir contenidos en la biblioteca. Además, tiene la capacidad de poder aceptar a usuarios dentro de la sala en cuestión y la potestad de hacer que ciertos participantes la abandonen. Entre otras de sus competencias está el poder de inicio y detención de audio o vídeo en lo que respecta al resto de usuarios, modificar el aspecto de la presentación, grabar la reunión y manipular las grabaciones.[14]

1. Moderador: tienen la capacidad de compartición de contenido que se ha cargado previamente en el espacio de asamblea a través de la biblioteca y otros contenidos externos del tipo documentos, presentaciones e imágenes, además de poder compartir sus pantallas personales con el resto de usuarios, compartir información a través del chat y comunicarse a través de contenido audiovisual en directo.[14]

1. Participante: ya sean invitados o previamente registrados, pueden visualizar el contenido que se está compartiendo, participar en la divulgación de contenido audiovisual y de conversación escrita. Cada uno de los participantes tienen la posibilidad de inhabilitar el sonido de las emisiones de audio a través de sus dispositivos electrónicos.[14]

## El inicio de sesión de los participantes
Hay dos opciones para entrar en la sala «ctsi», que ha habilitado el propio administrador. En el caso de exista un usuario registrado, únicamente se debe escribir el usuario y su contraseña vinculada. Si, por el contrario, no existe cuenta registrada y se desea entrar como invitado, se tiene que esperar a que los propios anfitriones den su autorización para que los usuarios que no cuenten con cuenta registrada puedan entrar. No se debe olvidar la activación del micrófono personal junto con la cámara, previa autorización por parte del anfitrión. La luz verde indicará que están activados mientras que la luz de color gris indica que está desactivado.

## Ventajas
Tiene como objetivo mejorar la conferencia web estándar. Por tanto, este producto debe ir más allá de las ventajas que aporta la conferencia web. Entre sus principales ventajas destaca que cuenta con un nuevo cliente HTML lo que quiere decir que a la hora de participar en una conferencia los participantes no tendrán que descargar nada para poder unirse. Esto facilitará mucho este tipo de procesos. Además, se destaca su compatibilidad con Safari (navegador), Firefox, Chrome y Edge.  Asimismo, su Interfaz intuitiva y sencilla incluye diversos espacios como cuadros de chat y encuestas que mejorarán la interacción dentro de la plataforma. 
Otro aspecto que sobresale es que tiene un soporte de micrófono para Cliente HTML lo que facilitará las reuniones, conferencias etc. con fáciles mecanismos de regulación de volumen, selección de micrófono, etc. Incluso, permite la transmisión de video de alta definición, video HD, y al mismo tiempo facilita la selección de diferentes niveles de calidad de imagen y video.  
Cabe añadir que no es necesario introducir datos de pago para el uso de la prueba gratuita y no es imprescindible contar con Adobe Flash Player para la utilización de Adobe Connect. 
Por último, Adobe Connect permite compartir pantalla lo que mejorará la comunicación en las ponencias.

## Adobe Connect 11
Es una herramienta basada en el sistema de diseño Spectrum de última generación de Adobe que permite una experiencia muy buena para los usuarios con problemas de movilidad, visión y audición.
La última versión del software es Adobe Connect 11.3 quién trae consigo nuevas funciones y mejoras como una mayor accesibilidad gracias a la inclusión de mejoras en los subtítulos, en los chat y en las encuestas.